# Aptenia
Genre
Classification phylogénétique
Aptenia N.E.Br. est un genre de plante de la famille des Aizoaceae.
Aptenia N.E.Br., in Gard. Chron., ser. 3, 78: 412 (1925), in clave ; N.E.Br., in Gard. Chron., ser. 3, 84: 313 (1928) [descr. ampl.]
Type : Aptenia cordifolia (L.f.) Schwantes (Mesembryanthemum cordifolium L.f.)

## Liste des espèces
- Aptenia cordifolia (L.f.) Schwantes
- Aptenia geniculiflora (L.) Bittrich ex Gerbaulet
- Aptenia haeckeliana (A.Berger) Bittrich ex Gerbaulet
- Aptenia lancifolia L.Bolus